# Угольнинский наслег
Угольнинский наслег — муниципальное образование (сельское поселение) в составе Верхнеколымского улуса Якутии, административный центр и единственный населённый пункт — село Угольное.

## Общая информация
Образовано 17 февраля 2006 года. Код ОКTMO — 98 615 427. Граничит с Аралыхским, Верхнеколымским наслегами и селом Утая.
Территорию наслега составляют исторически сложившиеся земли села Угольное, прилегающие к ним земли общего пользования, традиционного природопользования, а также рекреационные земли и земли для развития поселения. Площадь наслега — 211,913 га.
Глава сельского поселения — Шпарко Любовь Емельяновна. Адрес администрации муниципального образования: 678761, Республика Саха (Якутия), Верхнеколымский улус (район), с. Угольное, ул. Дорожная, 12.

## Население
По данным на 2013 год численность населения сельского поселения составляла 280 человек (в 2002 г. — 580 человек). По данным официального информационного портала Республики Саха (Якутия) численность постоянного населения — 310 человек, трудоспособного — 140 человек, пенсионеров — 112 человек.

## Промышленность и транспорт
На территории наслега ведётся добыча угля промышленным предприятием «Зырянский угольный разрез». Налажено транспортное сообщение с районным центром — посёлком городского типа Зырянка (трасса Зырянка — Угольное).